# ノースマン (菓子)
ノースマン（NORTH MAN）は、北海道札幌市の製菓メーカーである千秋庵製菓（札幌千秋庵）で製造・販売されている菓子。パイ生地でアズキの餡を包んだもの。1974年（昭和49年）に販売が開始されて以来、千秋庵の洋風煎餅「山親爺」と並ぶ、同社の主力商品である。北海道土産の定番の一つとしても知られる。

## 開発の経緯
山親爺は1930年（昭和5年）に発売されて以来、千秋庵の人気商品であった。しかし山親爺のみでは将来的に不安があったため、千秋庵の2代目社長である岡部卓司は、毎年のように新製品を作り出した。そうした経緯で新たに開発されたのが、ノースマンである。
岡部は北海道外への出張が多かったことから、神奈川県横浜市の横浜中華街で売られていた、餡をパイで包んだ「パイまんじゅう」を持ち帰り、これに和洋折衷の菓子としての改良を加えることで開発された。また、餡にバターを塗って食べると美味であることから「バターまんじゅう」という商品もあり、これも開発のヒントとなった。
当時のパイまんじゅうは、あらかじめ小麦粉にバターを混ぜ込んだ生地が使われていたが、油気が強いことが難点だったため、数か月にわたって試行錯誤が重ねられた。パイの皮は硬からず軟らかからず、その加減も困難であった。研究の末に、小麦粉で作った生地とバターを何層にも重ねて焼くと、食感が良くなるとわかり、このパイ生地を使って、完成に至った。開発に携わった当時、千秋庵の社員の1人は、「パイ生地の温度管理など季節によって微妙なさじ加減がある。良い製法を常に追求している」と語っている。
名称の「ノースマン」は「北の人」の意味であり、開拓使への敬意と共に、北海道に住む人々が長い冬に耐え、北の文化を創造しようとする情熱への想い、その人々への敬意をこめて名づけられた。
令和期以降においては、札幌千秋庵本店の他、札幌市内や北海道内のデパート、スーパーマーケットなどの千秋庵各店や、新千歳空港、公式オンラインショップで購入が可能である。また、2023年（令和5年）に開業した札幌千秋庵の新本店では、隣接する本社工場で焼き上げるノースマンが、焼きたてで提供されている。

## 特徴
札幌千秋庵本店近くの自社工場で、3日間寝かせたパイ生地に、専用の充填装置を使って餡を乗せ、職人たちが1個ずつ手作業で形に整え、鶏卵の卵黄を塗って、専用釜で焼き上げて作られる。パイを焼くときには、切れ目を入れることで中の空気を逃がしており、その切れ目を利用して、表面には北の方角を示す記号が刻まれている。
パイ生地は、噛んだときの食感の向上のために、バターを練り込んだ生地を500層以上に織り込み、さらに一晩寝かせてから焼き上げられている。生地に包まれる餡は、北海道産の生のアズキの皮を剥いて作られる。粒餡では皮の渋みが残りすぎるため、皮を剥いて濾すことにより、口当たりの良いパイと相性の良い餡ができあがる。パイ生地は高級バターで作られている。
パイ生地の心地よい歯ごたえ、餡のほどよい甘さ、しっとりした口当たり、和の餡と洋のパイの調和、バランスのとれた「和洋折衷」が特徴である。
2022年（令和4年）の「生ノースマン（後述）」発売を機に、ノースマンの包装も、現代的なデザインに一新された。ノースマンを象徴する力強さや懐かしさを残しつつも、商品のバリエーションと共に豊かな文化性、北国文化を彷彿させる織物や編み物がモチーフになっている。

## バリエーション
2000年（平成12年）頃から北海道内外の菓子メーカー間で価格競争が激化し、千秋庵は徐々に守勢に回るようになった。この逆境を乗り越えるための改革の一つとして、発売以来、1種類の味を守ってきたノースマンにも変化が加えられた。
2014年（平成26年）春、ノースマン発売40周年の意味もこめて、白餡に北海道産カボチャを練り込んだ「ノースマンかぼちゃ」が発売された。同2014年秋は期間限定で抹茶味も発売された。2019年（平成31年）4月には「ノースマンハスカップ」が発売された。
2020年（令和2年）に札幌千秋庵の新本店が開業した際には、粒餡の「ノースマン」が初登場した。「粒餡」の試作は以前にも行われていたが、アズキの渋みが残りすぎて商品化に至らず、技術の進化によって商品化が成功した。
2023年（令和5年）時点においては、春はサクラの餡、次にハスカップ、夏は塩レモンと言った具合に、季節ごとのノースマンが販売されている。

## 反響
発売直後は、売れ行きはそれほど良くはなかったが、口コミで評判が広がり、2年ほどで主力商品に成長した。ピーク時には年間24億円を売り上げた。山親爺と並ぶ札幌千秋庵の二枚看板となり、事業規模の拡大にも貢献した。1997年（平成9年）においては、千秋庵で作られている400種類以上の菓子の内、このノースマンと山親爺の2つで、売上の35パーセントを占めていた。
1989年（平成元年）8月には、財団法人北海道菓子協会による最高位の名誉総裁賞に、松島屋菓子店（札幌市）のクッキー「大いなる愛よ夢よ」と共に選ばれた。包装の一新後は、販売個数は半年間で約198万個、販売個数ベースでは前年同期比で27パーセント増を記録した。2023年（令和5年）においては、年間の製造数は400万個に達している。
北海道出身である元プロボクサーの内藤大助は、「ノースマンの餡の甘さとパイの食感が子供心に格別であった」と回想している。

## 生ノースマン

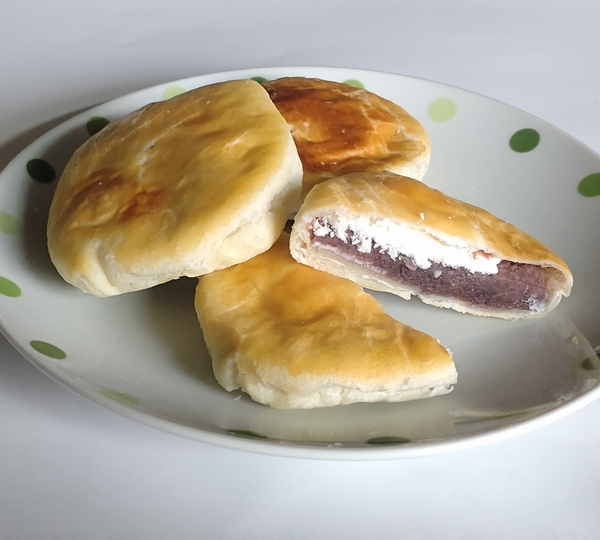
生ノースマン

ノースマンに生クリームを加えた菓子。「若い世代にもノースマンの美味しさを届けたい」との思いで開発されたもので、甘みを抑えた餡と濃厚な生クリーム、パイの食感の調和を目的として、従来のノースマンに北海道産生乳で作った生クリームが注入されている。
開発開始当時、札幌千秋庵の客層は60歳代が多い一方で、札幌の人口の約半数は20歳代から50歳代であったことから、それまでの商品展開の維持は困難と考えられたこと、当時の札幌千秋庵は製品が時代に追いついていない傾向がみられ、20歳代から30歳代の購入者が特に少なかったこと、また生菓子は保存性が劣るが、洋菓子寄りの生菓子は若者に喜ばれ、若者へのアピールと考えられたことから、開発の契機となった。若年層へのアピールためには、新商品を一から開発する手段もあったが、老舗企業ならではの知名度の高い看板商品をリニューアルする方が話題を広く集められると考えられたことから、ノースマンのバリエーションとして開発された。
半世紀近い看板商品であるノースマンは、その完成度が高さから手を加えることは容易ではなく、餡は元のままで良いか、クリームは軽めか重めかなどの試行錯誤が繰り返され、さらにパイ生地の食感を保つために、麺やパンなどに使われる北海道産の小麦粉を生地に用いることで、完成に至った。

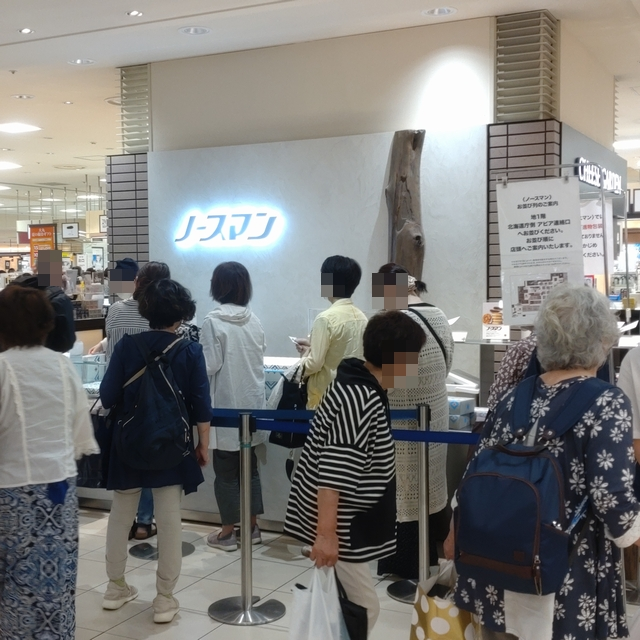
ノースマン大丸札幌店

「特別な商品」として演出のために、通常店舗では販売せず、2022年（令和4年）10月5日に大丸札幌店（札幌市中央区）に開店した専門店「ノースマン大丸札幌店」で、販売が開始された。この専門店は、ノースマンブランドのみを扱う新たな専門店である。同2022年12月からは、新千歳空港でも販売が開始された。

### 反響（生ノースマン）
発売開始日である2022年（令和4年）10月5日には、メディアでの紹介などがなかったにもかかわらず、大丸札幌店に報道陣20人以上が集い、その知名度の高さをうかがわせた。同10月の販売開始の週末には約200名の客が行列をなし、販売開始3週間で累計4万個を販売、連日売り切れが続出した。大丸札幌店の専門店では、販売開始から数か月を経過しても、札幌では珍しいほどの大行列ができており、「欲しいけどなかなか買えない」との声が上がるほどの人気を見せた。
この好評に応えて、2022年（令和4年）11月には東京初上陸として、大丸東京店に期間限定ノースマン専門店が出店された。2023年（令和5年）3月の『ホンマでっか!?TV』（フジテレビ）でも、「あまり行列しない北海道の人も行列するほど人気」として取り上げられた。
販売個数は、半年後には通常のノースマンとあわせて約198万個、1年後には生ノースマンのみで約120万個、前年同期比17パーセント増の販売個数を記録した。購買客は、20歳代から40歳代が中心であり、修学旅行の学生にも好評を博している。通常のものより賞味期限が短いために、生ノースマンは自分用、通常のノースマンを贈答用に購入する客が多い。